# Embalse de Úzquiza
El embalse de Úzquiza (o conocido como segundo pantano del Arlanzón) es un embalse situado en la comarca Montes de Oca en la provincia de Burgos en España. Toma su nombre de Úzquiza, localidad anegada hoy, perteneciente al municipio de Villasur de Herreros.

## Localidades afectadas
Úzquiza, Herramel y Villorobe desaparecieron bajo las aguas en 1986.

## Situación

### Características de la presa
- Término municipal: Villasur de Herreros (Burgos)
- Propietario: Estado
- Año de puesta en servicio: 1989
- Tipo de presa: materiales sueltos
- Anchura de coronación: 9,40 m
- Altura sobre cimientos: 65,00 m
- Altura sobre el cauce: 59,00 m
- Cota de coronación: 1.097,65 m s. n. m.
- Longitud en coronación: 460 m
- Longitud de las galerías internas: 178,70 m
- Material utilizado para el cuerpo de la presa: 
  - Volumen de tierras: 2.030.618 m³
  - Volumen de filtros: 355.329 m³
  - Volumen de escollera: 71.014 m³
- Número de aliviaderos: 1
- Número de desagües: 2 de fondo y 3 intermedios
- Capacidad máxima de los desagües: 200 m³/s
- Proyectistas: Enrique Giménez y Juan Benet
- Empresa constructora: MZOV

### Características del embalse
- Río: Arlanzón
- Superficie de la cuenca: 150 km²
- Capacidad del embalse: 75 hm³
- Superficie del embalse: 313 ha
- Cota de máximo embalse normal: 1.092,65 m s. n. m.
- Longitud de costa: 21,20 km
- Precipitación media anual: 680 mm
- Zona regable: 3.500 ha
- Usos: para abastecimiento, riego y producción eléctrica.
- Términos municipales afectados: Villasur de Herreros